# Flyulykken i Kastrup 1947
Flyulykken i Kastrup 1947 var en flyulykke, der fandt sted den 26. januar 1947 kl. 15:35 i Københavns Lufthavn, Kastrup, da en Douglas DC-3C (C-47) fra KLM Royal Dutch Airlines styrtede ned umiddelbart efter starten efter en mellemlanding på vej fra Amsterdam til Stockholm. Alle 22 ombord omkom, blandt dem den svenske arveprins Gustaf Adolf, den nuværende kong Carl XVI Gustafs far.
Ulykken skete som følge af, at flyet stallede under starten som følge af en glemt rorlås. Kaptajn på flyvningen var den erfarne 55-årige hollandske pilot Gerrit Johannis Geysendorffer. Ulykken anses som den fjerdeværste danske flyulykke.

## Forløb
Klokken 14.55 mellemlandede flyet i Kastrup for at medtage passagerer. På grund af kraftige vindstød blev der trods det korte ophold i Kastrup sat lås på flyets ror for at undgå, at disse skulle blive beskadigede. Da flyet skulle lette igen, blev der formentlig ikke gennemgået tjekliste. Der blev heller ikke gennemført startcheck af flyets motorer. Disse to fejl medførte, at piloterne ikke var opmærksomme på, at nogen havde glemt at fjerne låsen til højderoret. Resultatet blev, at da DC-3'eren lettede kl. 15.31, foretog flyet en brat stigning op til ca. 50 meters højde, hvorefter flyet stallede og ramte jorden. Det havarerede fly brød straks i brand, og samtlige 22 ombordværende omkom.
- Flyets planlagte rute.
- En Douglas DC-3 fra KLM som det forulykkede fly.

## Omkomne
Ved starten fra Kastrup befandt sig ombord på flyet 6 besætningsmedlemmer og 16 passagerer; 11 mænd, tre kvinder og to børn. Af disse var syv danskere, fire svenskere, to franskmænd, en amerikaner, en hollænder og en spanier.
Flyets kaptajn var den 55-årige Gerrit Johannes Geysendorffer, der var en erfaren pilot. Han var den første hollænder, der modtog et kommercielt flycertifikat og som siden 1921 havde været tilknyttet KLM. Geysendorffer havde i 1927 som den første hollænder fløjet hele vejen til Batavia (nutidens Jakarta) i Hollandsk Ostindien og havde foretaget mere end 50 flyvninger til den hollandske koloni, for hvilket han var blevet tildelt ordenen Orde van Oranje-Nassau. Geysendorffer blev certificeret til flyvning med DC-3 i 1937 og havde flere hundrede flyvetimer med flyet. Han boede i Amsterdam med sin danske hustru Tofa Spandet, som han havde mødt, da han i en ung alder var nødlandet i Danmark. Flyets styrmand var Jan Rietman (født 1918).
Den svenske tronarving Gustaf Adolf var blandt syv passagerer på flyvningen fra Amsterdam til København. Gustav Adolf havde besøgt den hollandske Prins Bernhard i nogle dage, hvor de havde været på vildsvinejagt sammen. Gustav Adolf rejste med sin adjudant, Albert Stenbock og var på vej til Stockholm.
Ved mellemlandingen i Kastrup steg tre passagerer af flyet og 12 nye passagerer steg om bord. Blandt passagererne, der steg ombord i Kastrup var den amerikanske operasanger og skuespiller Grace Moore, der var på turne. Hun havde aftenen før optrådt i en fyldt KB Hal og var nu på vej til Stockholm for at give koncert. Med Grace Moore rejste diverse musikere m.v. og også den danske skuespillerinde Gerda Neumann og dennes mand, direktør og filmproducent Jens Dennow. Flyets kendte passagerer havde pressens bevågenhed. Den svenske kronprins gav ikke interviews til pressen, men lod sin adjudant besvare pressens spørgsmål, og Grace Moore og sine to medrejsende gæster, Gerda Neumann og Jens Dennow måtte besvare flere spørgsmål og lod sig fotografere i lufthavnen.
| Nationalitet | Navn                                    |
| ------------ | --------------------------------------- |
| Sverige      | Gustaf Adolf, kronprins                 |
| Danmark      | Jens Dennow, filmproducent              |
| Holland      | Gerrit Geysendorffer, pilot             |
| USA          | Grace Moore, operasanger                |
| Danmark      | Gerda Neumann, skuespiller              |
| Sverige      | Albert Stenbock, Gustaf Adolfs adjudant |

- Gustaf Adolf
- Grace Moore
- Gerrit Geysendorffer

## Eksterne links
- Wikimedia Commons har flere filer relateret til Flyulykken i Kastrup 1947
- Datidig reportage om styrtet Arkiveret 28. december 2015 hos  Wayback Machine, youtube.com
- Beskrivelse med billeder Arkiveret 28. oktober 2007 hos  Wayback Machine, aviacrash.nl (nederlandsk/hollandsk)

55°36′N 12°42′Ø / 55.6°N 12.7°Ø